# Град—Грнчарац
Град—Грнчарац је теренско археолошко налазиште које се налази у селу Јаловик, општина Владимирци. Убраја се у непокретна културна добра у Србији. Према истраживањима сматра се да се на овом локалитету налазило праисторијско насеље винчанско-плочничке фазе.